# Imperium Trrrt
Imperium Trrrt – zielonogórska formacja kabaretowa, składająca się na zjawisko nazywane Zielonogórskim Zagłębiem Kabaretowym.
Imperium Trrrt powstało w 1993 roku, jako pośrednia kontynuacja Formacji Zaś (1988–1990) oraz tzw. fakultetu kabaretowego w Wyższej Szkole Pedagogicznej (1990–1992). Jej twórcą i liderem (podobnie jak w przypadku dwóch poprzednich inicjatyw) był Władysław Sikora, noszący w formacji tytuł Imperatora.
Efektem działania formacji było powstanie kabaretów:
- Miłe Twarze (od 1994 roku „Pseudomin”),
- kabaret Jurki,
- kabaret Ciach,
- kabaret Bez Żyły Wałbrzych (1995),
- kabaret EK (1997).

Podobnie jak tzw. pierwsza fala kabaretów zielonogórskich, powstała za sprawą Formacji Zaś, także druga fala zdobyła nagrody i uznanie na ogólnokrajowej scenie kabaretowej.